# Evangelische Kirche (Höllstein)

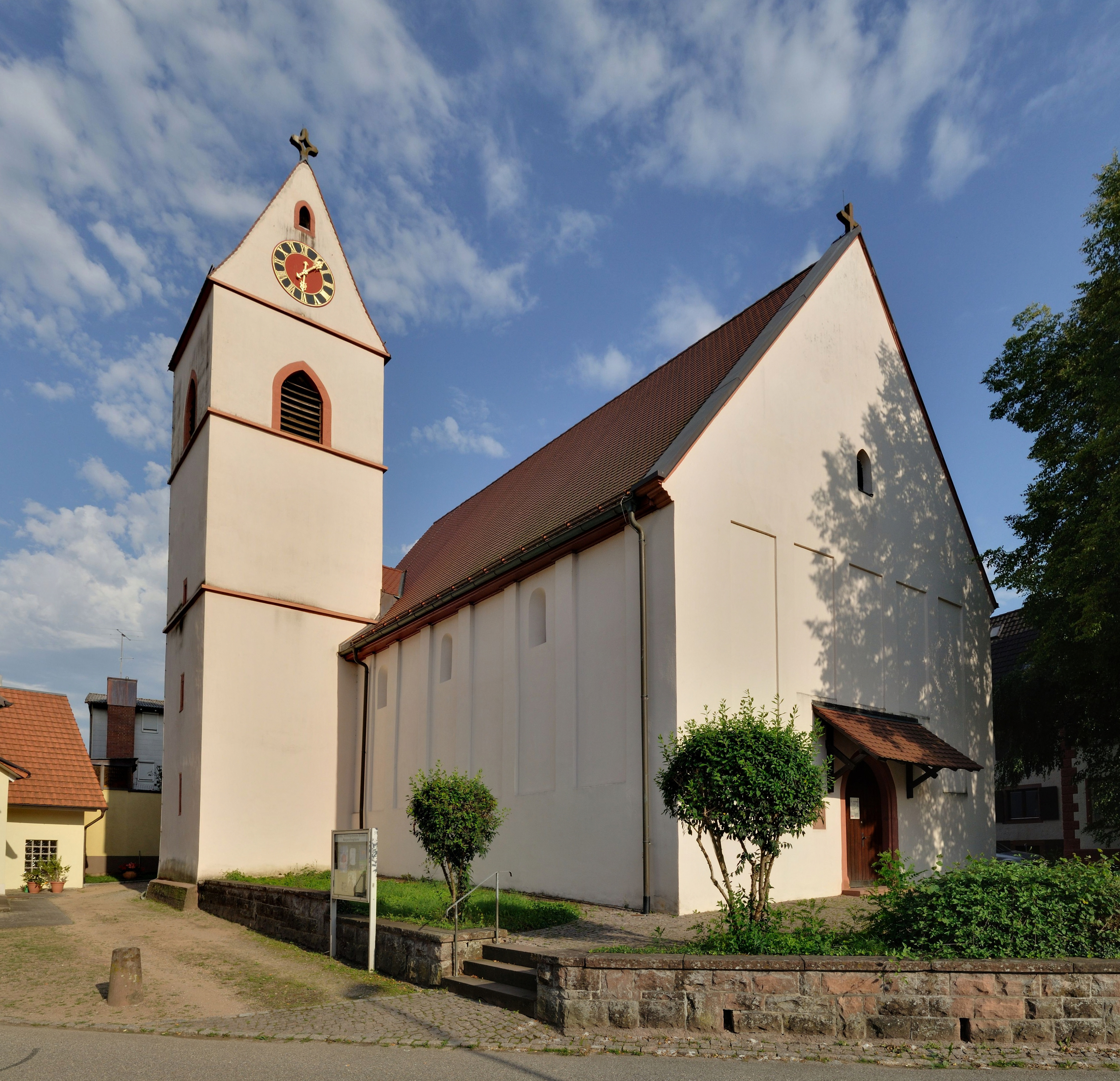
Evangelische Kirche in Höllstein

Die Evangelische Kirche Höllstein, auch St. Margarethenkirche, im Ortsteil Höllstein der Gemeinde Steinen im baden-württembergischen Landkreis Lörrach hat einen karolingischen Ursprung. Der größte Teil der heutigen Kirche geht auf einen Umbau aus dem 14. Jahrhundert zurück. Mit Verlust der Selbständigkeit der Pfarrei Höllstein verlor die Kirche an Bedeutung und wurde über mehrere Jahrzehnte zum Teil von Mitgliedern anderer Glaubensrichtungen, zum Teil gar nicht genutzt. Erst mit Renovierungen in den 1960er Jahren wird die Kirche wieder von evangelischen Gläubigen genutzt.

## Geschichte
Ein erstes Gotteshaus in Höllstein fand sich aus karolingischer Zeit zwischen dem 9. und dem 11. Jahrhundert aufgrund von Ausgrabungen im Jahr 1963. Innerhalb des rechteckigen Mauerwerks dieser Kirche ohne Apsis oder Chor ließen sich eine Taufanlage und bemalte Putzstücke finden.
Am selben Ort und unter Verwendung des alten Fundaments entstand in der Mitte oder in der zweiten Hälfte des 11. Jahrhunderts ein romanisches Gotteshaus mit rechteckigem Langhaus und quadratischem Chor im Osten. Bekannt ist, dass dieser Bau einen schmucklosen Triumphbogen besaß und die Wände durch Lisenen gegliedert waren. Eine urkundliche Ersterwähnung erfolgte 1102.
Die Grundform der heutigen Kirche geht vermutlich auf einen Um- und Anbau im 14. Jahrhundert zurück. 1308 wird Höllstein zusammen mit Nollingen als selbständige Pfarrei erwähnt, deren Filialen Gresgen und Nordschwaben sind. Als Patrozinium wird 1336 das der heiligen Margarethe genannt (sant margarethe ze Hoelstein). Die im Chor erhaltenen Fresken entstanden um 1460. Die 1918 entdeckten Wandbilder wurden in den Jahren 1924 bis 1925 freigelegt und konserviert.
In den Jahren 1607 bis 1610 erfuhr die Kirche eine spätgotische Umgestaltung durch Wilem Rod. Dabei erhielten Süd- und Ostchorwand sowie die Südwand des Langhauses zweiteilige, spitzbogige Fenster mit Maßwerk. Auch das Kirchendach wurde erhöht und der Dachwinkel steiler gestellt. Das Innere erhielt Emporen für die Kirchgänger. 1570 verlor Höllstein seine Selbständigkeit und wurde Steinen zugeteilt. Im Laufe der nächsten zwei Jahrhunderte verlor die Kirche derart ihre Bedeutung, dass nach 1772 keine Gottesdienste mehr abgehalten wurden. Bitten im Jahr 1789 von Bürgern, die verfallene Kirche wieder aufzubauen, blieben zunächst unerfüllt. Das Oberamt und das Dekanat verwiesen auf die Nähe zur Kirche nach Steinen. Nachdem 1801 notwendige Instandhaltungsarbeiten abgehalten wurden, diente das Gotteshaus ab 1840 zunächst den katholischen Gemeindemitgliedern, bis diese in den 1860er Jahren ihr eigenes Gotteshaus fertigstellten. Zwischen 1951 und 1962 diente die Kirche der neugebildeten evangelisch-lutherischen Gemeinde.
Erst als durch eine Spende 1960 die Außenrenovierung und von 1963 bis 1965 eine umfassende Innenrenovierung durchgeführt werden konnte, zog am 18. Juli 1965 die evangelische Gemeinde wieder in die Kirche. Im Laufe der Jahrhunderte wurde die Bemalung der Kirchenwände mehrfach geändert, bis sie 1965 vom Freiburger Restaurator Michael Bauernfeind in die älteste Gestalt zurückgeführt wurde.

## Beschreibung

### Kirchenbau
Der rechteckige Saalbau steht heute inmitten des Wohngebietes in Höllstein. Langhaus und der an die Nordostecke angebaute, dreigeschossige Glockenturm sind beide mit Satteldächern gedeckt. Der Turm hat im dritten Geschoss zu jeder Seite spitzbogige Klangarkaden. An den Giebelseiten besitzt er je ein Zifferblatt der Turmuhr. Das Mauerwerk ist hell verputzt und weist keine Eckquaderung auf. Der Haupteingang an der Südfassade des Langhauses ist über ein kleines Pultdach gedeckt.

### Innenraum und Ausstattung
Die Wandbilder im Chor zeigen die zwölf Apostel und die heilige Margarethe. Ihre Namen sind neben ihren Köpfen angebracht. In ihren Händen halten sie Spruchbänder mit deutschen Texten; an ihren Füßen durchläuft ein Band mit lateinischem Text.
Am Chorbogen befindet sich ein holzgeschnitztes Kruzifix aus der Ulmer Schule, das um 1500 entstand.

### Glocken und Orgel

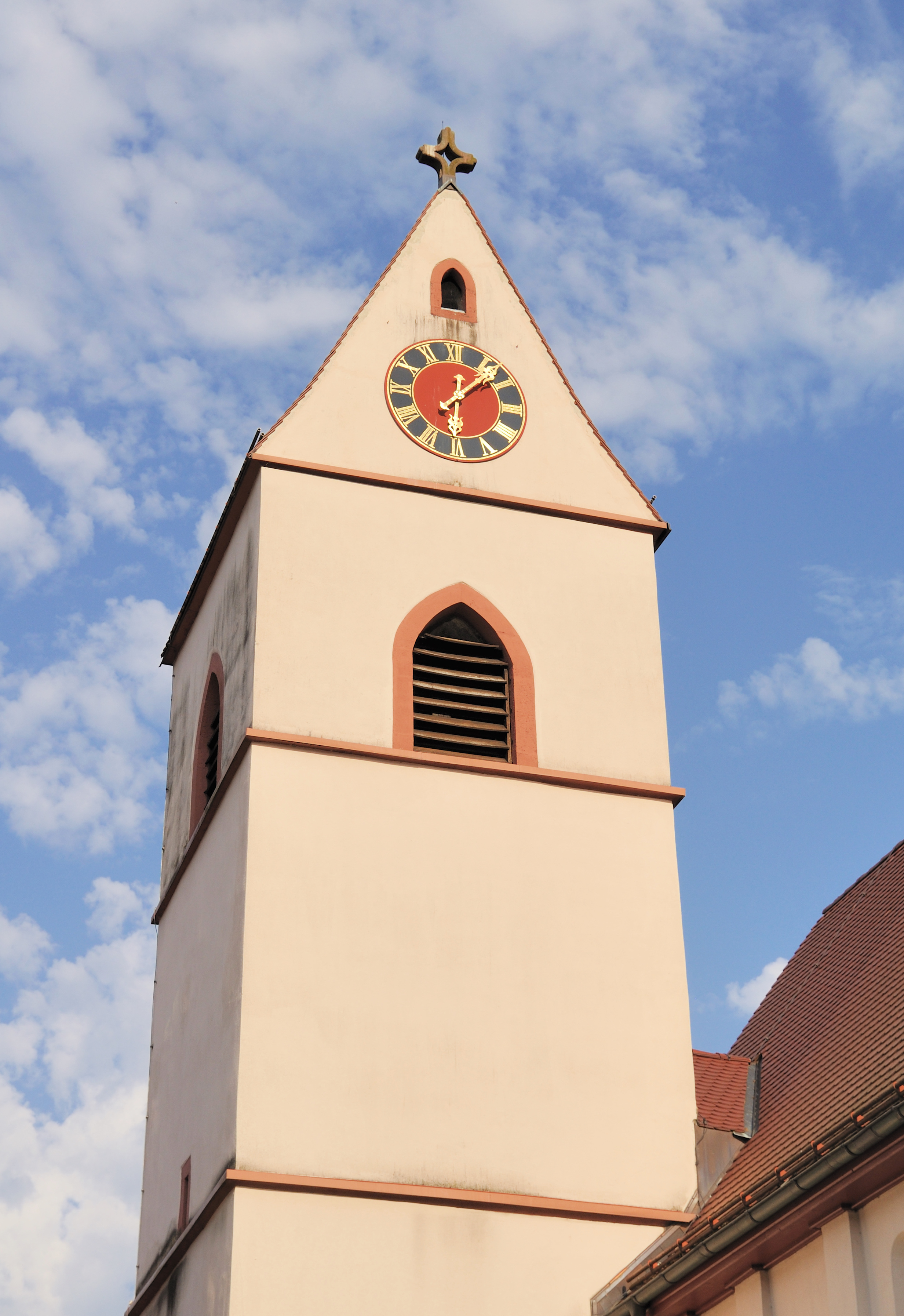
Glockenturm

Die kleinere c′′-Glocke wurde 1724 in Basel von Hans Heinrich Weitenauer gegossen und war bis 1921 im Turm der St.-Peter-Kirche. Die größere e′′-Glocke stammt von 1860. Beide Glocken bestehen aus Bronze.
Die Orgel wurde 1890 von den Gebrüdern Link aus Heidenheim erbaut und 1904 gebraucht erworben. Das Instrument mit Kegelladen ist mit mechanischer Spiel- und Registertraktur ausgestattet und hat ein Manual, Pedal und zwölf Register.